# Peniophora proxima
Peniophora proxima är en svampart som beskrevs av Bres. 1913. Peniophora proxima ingår i släktet Peniophora och familjen Peniophoraceae.   Inga underarter finns listade i Catalogue of Life.